# Ostflucht
L'Ostflucht ("fuga dall'est") fu una migrazione interna all'Impero tedesco iniziata intorno al 1850, il fenomeno per cui i residenti dei territori orientali della Germania (come la Prussia orientale, la Prussia occidentale, la Slesia e la Posnania) si spostarono nelle più industrializzate e prospere province occidentali (in particolare le regioni della Ruhr e del Reno). Come conseguenza di queste migrazioni, aumentò la percentuale della popolazione polacca nella Posnania e nella Prussia occidentale. Guidato da intenzioni nazionaliste, lo stato prussiano istituì una Commissione per gli insediamenti (Preußische Ansiedlungskommission), con lo scopo di insediare più tedeschi in queste regioni. In totale 21.886 famiglie (154.704 persone) delle previste 40.000 vennero insediate entro la fine della sua esistenza.

## L'Ostflucht
Gli Stati Uniti d'America, che erano stati la destinazione principale per gli emigranti della Germania orientale, persero molta della loro capacità di attrazione quando finirono di garantire terra gratuita ai coloni nel 1893. Allo stesso tempo, la regione della Ruhr prosperò, permettendo così un'alta richiesta di forza lavoro, specialmente nelle miniere di carbone e nell'industria pesante. Fino al 1907, dalle province orientali della Prussia (Pomerania, Prussia occidentale, Prussia orientale, Posnania, Slesia), emigrarono in 2.300.000, mentre solo 358.000 migrarono in queste province. Tra questi emigranti vi erano 600.000 polacchi. Questa perdita di manodopera colpì le aziende agricole, che furono obbligate a chiamare lavoratori stagionali da territori ancora più ad est. Berlino e il Brandeburgo guadagnarono nello stesso tempo 1.200.000 abitanti, mentre la regione della Ruhr e le province circostanti (Westfalia e Palatinato) incrementarono la loro popolazione di 640.000 persone.
L'emigrazione dei tedeschi dai territori orientali, e il tasso di natalità più alto dei polacchi in queste aree generò preoccupazione nei nazionalisti tedeschi, e comportò l'introduzione di alcune misure specifiche:
- limitazione della vendita di beni ai soli tedeschi;
- incoraggiamento ai tedeschi ad emigrare nello Stato prussiano;
- la creazione di una Ansiedlungskommision, ("Commissione di Rimborso"), finanziata dallo Stato, che mirava all'acquisto di terreni da polacchi etnici e la vendita ai tedeschi;
- istituzione di norme che richiedevano un polo etnico per richiedere l'autorizzazione (concessa raramente) per costruire una nuova casa in una fattoria di recente acquisizione.

Il sociologo Max Weber venne per la prima volta all'attenzione del pubblico in Germania per via del suo studio dell'Ostflucht e dei metodi di lotta contro la stessa, effettuato per conto della Verein für Socialpolitik.